# James Culbertson
James B. Culbertson (Goldsboro (North Carolina), 27 mei 1938) werd op 27 mei 2008 door de Amerikaanse president George W. Bush benoemd tot ambassadeur van de Verenigde Staten in Nederland. Zijn ambassadeurschap duurde van 10 juli 2008 tot 20 januari 2009; hij werd opgevolgd door Fay Hartog Levin.
Hij studeerde af aan The Citadel in 1960 in de politieke wetenschappen, waarna hij officier werd bij de Amerikaanse militaire inlichtingendienst van 1960 tot 1962.
Na het verlaten van de krijgsmacht keerde hij terug naar North Carolina, waar hij een aantal jaren werkzaam was in het bedrijfsleven tot hij in 1974 de onderneming Financial Computing oprichtte, waarvoor hij werkzaam was tot zijn pensioen in 2000. Hij was tevens lid van diverse financieel-economische organisaties in North Carolina, alsook van de Fund for American Studies Board of Trustees (sinds 1988) en the American Battle Monuments Commission (sinds 2005).
Hij bezocht Nederland voor het eerst in 1970 als afgevaardigde van een politieke jongerenorganisatie, de American Council of Young Political Leaders.
Al op jonge leeftijd was hij actief lid van de Republikeinse Partij. Hij leidde de geldinzameling voor de verkiezingscampagne van president Bush in North Carolina in zowel 2000 als 2004. Culbertson was ook een belangrijke fundraiser voor de verkiezingscampagne van senator Elizabeth Dole en leidde de campagne van presidentskandidaat Rudy Giuliani in North Carolina in 2007.
James Culbertson is gehuwd met Germaine Calhoun Culbertson. Ze hebben een dochter en twee kleinzoons.